# Anna Lopukhina
Prințesa Anna Petrovna Lopukhina (rusă Анна Петровна Лопухина) (8 noiembrie 1777 – 25 aprilie 1805) a fost metresa împăratului Pavel I al Rusiei. În 1798, ea a înlocuit-o pe Caterina Nelidova ca maîtresse-en-titre.

## Familie
Anna Petrovna Lopukhina a fost fiica lui Piotr Vasilievici Lopukhin, care aparținea uneia dintre cele mai vechi familii nobile ruse. Eudoxia Lopukhina, membră a familiei Lopukhin, fusese soția țarului Petru cel Mare.

### Metresă regală
Viața ei s-a schimbat în ziua în care Pavel a pus ochii pe ea în timpul balului din 1796. Atenția lui față de fată a fost observată de facțiunea de la curte care spera s-o folosească ca remediu împotriva influenței împărătesei Maria Feodorovna. Împăratului i s-a spus că fata s-a îndrăgostit fără speranță de el și era pe punctul de a se ucide. Când Pavel a ordonat familiei ei s-a aducă la Sankt Petersburg,  împărăteasa a încercat să intervină și a trimis o scrisoare furiosă la Lopukhina spunindu-i să stea acasă. Scrisoarea a fost interceptată și prezentată împăratului în lumina cea mai nefavorabilă, creându-se astfel o ceartă între soți și asigurând ascendență Lopukhinei la curte.
După ce Anna a fost adusă în capitală, împăratul l-a numit pe tatăl ei procuror general și i-a acordat titlul de prinț. Anna însăși a primit ordinul Sfântului Ioan.
La insistențele lui Pavel, traducerea numelui ei ebraic - "har" - a fost dat navelor de război și înscris pe standardele poliției imperiale. Influența Lopukhinei asupra caracterului irascibil al țarului a fost considerată benefică deși atenția constantă a împăratului părea inoportună într-o asemenea măsură încât în 1799 ea i-a cerut permisiunea să se căsătorească cu un prieten din copilărie, prințul Pavel Gagarin. După acceptul împăratului, Gagarin a fost rechemat din armata lui Alexander Suvorov acre pe atunci se lupta în Italia și nunta a avut loc la 11 ianuarie 1800. Mariajul a fost numai pentru a o proteja pe Anna de răutățile publice.
Un an mai târziu, împăratul a fost ucis și familia Gagarin a plecat la Torino, Prințul Gagarin fiind numit ambasador. Mariajul lor a rămas unul de conveniență și se pare că el a avut puține motive de durere atunci când ea a murit de tuberculoză în 1805, la numai 28 de ani. Trupul Annei a fost adus înapoi în capitala rusă, unde mormântul ei poate fi văzut la biserica Sf Lazăr.